# 234-й десантно-штурмовий полк (РФ)
234-й гвардійський Чорноморський ордена Кутузова ім. Олександра Невського десантно-штурмовий полк (234 ДШП, в/ч 74268) — формування Повітрянодесантних військ Збройних сил Російської Федерації чисельністю у полк. Пункт постійної дислокації — м. Псков. Входить до складу псковської 76-ї десантно-штурмової дивізії.

## Історія
Як миротворчі сили ООН підрозділи полку брали участь у миротворчих місіях у Югославії, Придністров'ї, Південній Осетії,[джерело?] Абхазії.

### Перша чеченська війна
Полк брав участь у Першій чеченській війні. 
28 грудня 1994 року у районі села Октябрьське 18 військовослужбовців полку загинули при попаданні снаряда в автомобіль та у наступному бою.
На початку січня 1995 року полк поніс сильні втрати під час прориву до президентського палацу в Грозному. Один з військовослужбовців полку, уродженець Вінницької області України — капітан Юрій Нікітіч був посмертно удостоєний медалі «Золота зірка» із присвоєнням звання «Герой Росії».
Згодом десантники полку відзначилися у боях під Гудермесом.

### Друга чеченська війна
З 18 серпня 1999 року підрозділи полку беруть участь у війні в Дегестані, де вели вої з подрізділами Хаттаба та Шаміля Басаєва.
Пізрозділи полку брали участь у захопленні населених пунктів Гудермес, Карамахи, Аргун. Командиром полку під час кампанії був Геворк Інсаханян.

### Російсько-українська війна
У березні 2014 року частини полку брали участь у анекії Криму.
Полк брав участь у боях 2014 року на Донбасі.
20 серпня 2014 року військовослужбовці 234 ДШП брали участь у боях під Георгієвкою Луганської області. Дві повітряно-десантні роти полку, разом з окремими контрактниками 104 ДШП, а також підсилені 6-8 танками 35 ОМСБр, вибили українських військових 24 ОМБр з блок-постів «Гагарін» та «Поступ», що на висотах під Георгіївкою. Проте під вогнем артилерії 30 ОМБр прямою наводкою, десантники 234 ДШП почали нести втрати — загинув командир роти капітан Антон Короленко та до взводу десантників. Російські сили були змушені відступити, залишивши командирський БМД-2К (б/н 275) на висоті «Гагарін», та БМД-2 (б/н 284) і вантажівку КамАЗ з боєприпасами на б/п «Поступ». З відкритих джерел відомо, що пакет військової документації, захоплений з бойовими машинами, містив актуальні дані про російських військовослужбовців.
21 серпня 2014 року спікер РНБО Лисенко оголосив про захоплення бойових машин з пакетом військової документації, що приписані до в/ч 74268.
5 березня 2015 року Максим Мезенцев, військовослужбовець полку, був посмертно нагороджений «Орденом мужності». 22 лютого 2017 року військовослужбовець 234-го полку Талгат Тауков, разом з ще одним військовослужбовцем, Нуржаном Дюсебаєвим, на церемонії у Кизильському палаці культури був нагороджений медаллю «За бойові відзнаки» за бойові дії в Україні.
В 2022 році полк використовувався у відкритому вторгненні Росії в Україну на Північному фронті. 3 квітня позаштатний радник глави Офісу президента України Олексій Арестович заявив, що полк разом із низкою інших формувань причетний до військових злочинів. 3 травня 2022 генеральний прокурор України Ірина Венедиктова повідомила, що вдалося ідентифікувати військовослужбовця 234-го полку, який в Ірпені разом із товаришами по службі взяв у полон 10 осіб, яких тримали в підвалі, відібравши мобільні телефони, били зброєю по ребрам і ногам, погрожували вбивством, імітували страту, не давали їжі та води.
Зокрема, під час розслідування різанини у Бучі з'ясувалося, що 234-й полк був у числі присутніх у місті частин ЗС РФ. Багато військовослужбовців полку потрапили на відеозаписи вуличних і домашніх камер зовнішнього спостереження і, у рамках розслідування від New York Times, були ідентифіковані як безпосередні виконавці страт. Також військовослужбовці підрозділу неодноразово зв'язувалися зі своїми родичами в Росії з телефонів, які належали страченим цивільним особам, що свідчить про мародерство.

### Війна в Сирії
Один військовослужбовець загинув 6 березня 2018 на борту літака Ан-26 під час катастрофи над Хмеймімом.

## Склад
В 2007 році полк налічував 1601 чоловік особового складу.

## Озброєння
Станом на 2007 р. на озброєнні стояло:
- БМД-1 — 98 одиниць;
- БТР-Д — 32 одиниці;
- 2С9 «Нона» — 18 одиниць;
- БТР-ЗД — 12 одиниць;
- БТР-РД — 6 одиниць;
- БМД-1КШ — 5 одиниць;

## Командування
- (1999—2002) Теплинський Михайло Юрійович
- (2014) підполковник Грицаєв Олег Юрійович[30]
- (2015) підполковник Велікоцький Іван Юрійович[30]
- (2022) полковник Городілов Артем Ігорович[31][32][33]

## Втрати
Під Другої Чеченської кампанії за офіційними даними у полку у боях загинуло менше 10 бійців.
За результатами боїв 2014 року російські опозиційні джерела Open Russia мали інформацію щодо 10 імен загиблих зі складу полку.
На початку повномасштабного вторгнення в Україну полк зазнав важких втрат на Північному фронті. Так, 11 березня у Бучі був вбитий командир самохідно-артилерійської батареї полку капітан Геннадій Баюр. За даними «Медіазони», на Київщині загинув також замполіт полку підполковник Віктор Кузьмін.
Станом на червень 2024 року було відомо 51 імен військовослужбовців полку, загиблих у війні проти України.

## В массовій культурі
Полк згадується в романі Тома Кленсі "Червоний шторм підіймається", де він бере участь в операції "Полярна слава" — радянському вторгненні до Ісландії. 234-й полк подорожує, сховавшись у вантажному відсіку торговельного судна "Юліус Фучик".

## Матеріали
- 234 ГВ ПДП, ПСКОВ, ЗВО (archive.is) // warfare.be